# Vulcan (Papua-Neuguinea)
Vulcan ist ein Vulkan im äußersten Nordosten der zu Papua-Neuguinea gehörenden Insel Neubritannien in der East New Britain Province. Der niedrige Schlacken- und Aschenkegel befindet sich am westlichen Rand der Rabaul-Caldera an der Blanche Bay, etwa sechs Kilometer südsüdwestlich der Stadt Rabaul. Er wird somit zum pazifischen Feuerring gerechnet. Seine Aktivität rührt aus der Subduktion der australischen Platte unter die Pazifische Platte. In der Region wird ein breites Spektrum an Laven gefördert – so finden sich beispielsweise Basalt, Dazit und Rhyolith.

## Historie
Der Berg tauchte im Zuge einer strombolianischen Eruptionsphase 1878 an der Meeresoberfläche auf und im Laufe der Zeit verband sich die Insel durch Pyroklasten und Ascheablagerungen mit dem Festland. Ein erneuter Ausbruch am 28. Mai 1937 kostete 200 Anwohnern das Leben.
Mit einer über 18 Kilometer hohen plinianischen Eruptionssäule begann am 18. September 1994 die bislang letzte Eruption des Vulcan. Er brach dabei simultan mit dem ihm gegenüberliegenden Tavurvur in 5,6 Kilometer Entfernung aus. Die Einfahrt in die Blanche Bay war somit beidseitig von mächtigen Ausbrüchen flankiert. Dank genauer wissenschaftlicher Vorhersagen seitens des Rabaul Volcano Observatory (RVO) konnten Rabaul rechtzeitig evakuiert und die Bewohner zeitweise umgesiedelt werden. Dennoch starben vier Personen. Ascheregen zogen 70 Prozent der Stadt in Mitleidenschaft. Ein pyroklastischer Strom ergoss sich von den Hängen des Vulcan ins Meer und löste einen kleinen Tsunami aus, der die Küstenlinien etwa 300 Meter weit überspülte. Die Ausbrüche hielten noch bis 1995 an. Bemerkenswert ist dabei, dass die Aschewolken des Tarvurvur eher weißlich waren, wohingegen jene des Vulcan eine schwarzgraue Färbung aufwiesen.
Heutzutage sind die Hänge des Vulcan infolge seiner Inaktivität wieder begrünt und teilweise bewaldet.